# Abraham ben Abraham
Abraham ben Abraham (hébreu : אברהם בן אברהם), né comte Valentin (Walentyn) Potocki , est un noble polonais converti au judaïsme orthodoxe et condamné par l'Église catholique à périr sur le bûcher, en 1749, pour avoir renoncé à la foi chrétienne.

## Le récit
La forme la plus populaire du récit, relayée grâce à des traductions en russe est celle de Józef Ignacy Kraszewski (1812 - 1887), l'auteur renommé de nombreux romans historiques. Sa version de l'histoire de Walentyn Potocki est incorporée dans le troisième volume de l'histoire de Vilna (Vilnius), Wilno od początków jego do roku 1750 (1840-1842), dans lequel Kraszewski affirme s'être inspiré d'un original en hébreu de 1766 (Hurwitz, Ammude bet Yehudah, Amsterdam).
Selon Kraszewski, le jeune Potocki et son ami Zaremba, qui se rendaient de Pologne à Paris pour leurs études, eurent leur attention attirée par un vieux Juif dans un débit de boisson. Celui-ci, absorbé par un gros livre, leur dévoila un enseignement et des explications de la Bible hébraïque dont ils n'avaient eu, en tant que catholiques, aucune connaissance auparavant à travers l'Ancien Testament. Cette expérience leur fit une si forte impression, qu'ils lui demandèrent de leur apprendre l'hébreu. En six mois, ils avaient acquis une grande compétence dans le langage biblique et un fort penchant pour le judaïsme.
Potocki se rendit alors à Rome, puis à Amsterdam, l'un des rares lieux dans l'Europe de l'époque où les chrétiens pouvaient ouvertement se convertir au judaïsme, après s'être convaincu qu'il ne pouvait plus rester catholique. Là, il prit sur lui d'embrasser la religion d'Abraham, adoptant le nom d'Abraham ben Abraham.

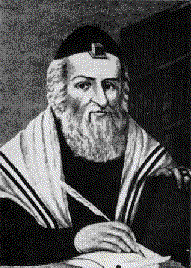
Eliyahou Ben Shlomo, le Gaon de Vilna (1720-1797) était le guide spirituel d'Abraham ben Abraham

Après avoir séjourné pendant une courte période en Allemagne, un pays qu'il détestait, il retourna en Pologne, et pendant un certain temps, vécut avec les Juifs du village d'Ilye (pl) (gouvernement de Vilna, aujourd'hui en Biélorussie), où peu de membres de la communauté étaient au courant de sa véritable identité. L'un d'eux cependant, irrité de la remontrance que son fils reçut de Potocki, pour l'avoir perturbé dans son étude et sa prière alors qu'il se trouvait dans la synagogue, informa les autorités que le guer tzedek que l'on recherchait depuis longtemps, se trouvait à Ilye, ce qui mena à l'arrestation de Potocki.
Potocki resta insensible aux supplications de sa mère et de ses amis de retourner au christianisme. Après un long emprisonnement et un procès pour hérésie, il fut condamné à être brûlé vif à Vilna, le second jour de Chavouot. Comme il était en ces temps très dangereux pour un Juif d'assister à l'exécution, la communauté juive manda un nommé Leiser Zhiskes, Juif ne portant pas la barbe, pour se mêler à la foule et qui réussit par corruption à se procurer quelques cendres du martyr, lesquelles furent ensuite enterrées dans le cimetière juif. Une lettre de pardon du roi arriva, trop tard pour sauver la victime.
Zaremba, le camarade de Potocki, serait retourné en Pologne plusieurs années avant lui, et s'y serait marié à la fille d'un noble, qui lui donna un fils. Il tint cependant à respecter sa promesse d'embrasser le judaïsme, et voyagea à Amsterdam avec femme et enfant pour se faire convertir à son tour ; ils s'installèrent ensuite en Palestine.

## Tradition juive
Il existe parmi les Juifs de Lituanie, de Pologne et de Russie diverses variantes de cette histoire ; tous en parlent cependant comme le guer tzedek, « l'étranger vertueux » (expression consacrée, dans la littérature juive, pour les convertis au judaïsme) de Vilnius. Pratiquement toutes les sources juives confirment que ce noble polonais s'est converti au judaïsme orthodoxe et qu'il est mort sur le bûcher après sa condamnation par l'église catholique et romaine de Vilna le 24 mai 1749 (7 Sivan 5509) pour avoir renoncé au catholicisme.
La tradition orale juive est riche en détails sur la vie et surtout sur la mort d'Abraham ben Abraham : lors de sa conversion au judaïsme, le guer tzedek quitte son domaine et abandonne son héritage, pourchassé par les autorités, pour se réfugier près du révéré Gaon de Vilna. Lorsqu'il est finalement arrêté et condamné au bûcher, le Gaon de Vilna lui envoie un message lui offrant la possibilité de le secourir en utilisant la Kabbale. Abraham ben Abraham refuse, préférant à la place mourir al kiddoush Hashem (en sanctifiant le nom de Dieu) et s'enquiert auprès du Gaon de la prière qu'il devra réciter juste avant de mourir. Le Gaon de Vilna  lui répond : Baroukh ata Ha-Chem...vetsivanou leqadèch eth chemo be'rabim (Béni sois-Tu...qui nous a ordonné de sanctifier le Nom en public) et lui envoie un émissaire pour l'écouter et lui répondre « amen ».
Le Gaon de Vilna (qui sera enterré en 1797 dans le même cimetière qu'Abraham ben Abraham) aurait, selon la tradition, considéré la mort de Abraham ben Abraham comme un tel Tikkoun 'olam (amélioration spirituelle du monde) qu'il aurait modifié l'obligation pour un Juif de se laver les mains à son lever du lit avant de marcher quatre coudées, tel qu'il est explicité dans divers traités halakhiques : à partir de cette date, la maison entière d'un Juif serait considérée à cet égard comme faisant quatre coudées, et il pourrait se laver à n'importe quelle distance de son lit. Cette coutume, née de la mort d'Avraham ben Avraham, commença avec le Gaon de Vilna, avant de devenir la pratique de la yechiva de Slobodka en Europe. Actuellement, elle est suivie par de nombreux rabbins en Israël qui observent la tradition de Slobodka. 
L'histoire est de plus rapportée par le rav Ostroff, le rav Moishe Sternbuch de Jérusalem, par le rabbin Hadar Margolin et dans la biographie du Gaon de Vilna publiée par les éditions Artscroll de New York.
On peut raisonnablement supposer que le maître de Potocki, peut-être celui qui convainquit les deux jeunes nobles à se convertir au judaïsme, était son propre métayer, Menahem Man ben Aryeh Löb de Visun, qui fut torturé et exécuté à Vilna à l'âge de soixante-dix ans, le 3 juillet 1749. La tradition a considéré ce martyr juif comme étant un proche du guer tzedek, mais par crainte de la censure, les écrivains de Russie ont toujours évité de l'écrire de façon explicite.

## Controverses au sujet de son existence historique
L'histoire de Walentyn Potocki, magnat polonais devenu prosélyte vertueux au XVIIIe siècle, est relayée dans de nombreuses sources secondaires, les traditions orales ayant cédé la place aux versions imprimées au XIXe siècle et ultérieurement, en provenance de différentes communautés juives au cours des deux cent cinquante ans passés, et aux mentions dans des encyclopédies d'histoire, de religion et de culture juives. L'épisode a également été relaté dans un périodique juif publié à Londres sous le titre : The Jewish Expositor and Friend of Israel (vol. 8, 1822). Toutes celles-ci acceptent le récit comme véridique, l'insérant dans le contexte de la lutte sur plusieurs siècles entre le judaïsme et la chrétienté pour accaparer le cœur et l'âme de la population non juive de Russie, Pologne et Lituanie, insistant sur son âpreté et sa durée de plusieurs siècles. Par exemple, Jacob S. Raisin dans Le mouvement de la Haskalah en Russie (Jewish Publication Society, 1913) écrit :
« 
"L'hérésie" (du judaïsme) s'est répandue dans plusieurs parties de l'empire, et le nombre de ses adhérents a constamment grandi. L'archevêque Nikk se plaint "que même dans le monastère de Moscou, il se trouve vraisemblablement des Juifs convertis qui ont recommencé à pratiquer leur ancienne religion juive et qui démoralisent les jeunes moines." 
En Pologne, aussi, le prosélytisme était fréquent, principalement au XVe et au XVIIe siècle]. La tolérance religieuse de Casimir IV (1434-1502) et de ses successeurs immédiats, ainsi que les nouvelles doctrines prêchées par Huss et Luther, qui pénètrent dans les classes supérieures de la société, ont rendu d'une part les Polonais plus libéraux et de l'autre les Juifs plus assurés. Nous connaissons un noble, George Morschtyn, qui s'est marié avec une Juive, Magdalen, et qui a éduqué sa fille dans la religion de sa mère. En fait, à une époque où les Juifs d'Espagne sont obligés de prendre le masque de la chrétienté pour échapper aux persécutions, les chrétiens de naissance russe et polonaise peuvent choisir avec peu de risque de mener une vie juive. Ce n'est qu'à partir du XVIIIe siècle que le gouvernement commence à avoir recours aux méthodes usuelles pour éradiquer l'hérésie. Katharina Weigel, une femme fameuse pour sa beauté, qui a embrassé le judaïsme est décapitée à Cracovie, à l'instigation de l'évêque Peter Gamrat. Sur déposition de sa femme, le capitaine Vosnitzin de la marine polonaise, est envoyé au bûcher le 15 juillet 1788. L'éminent guer tzedek, comte Valentin Potocki, moins fortuné que son camarade converti comme lui, Zaremba, est exécuté au bûcher à Vilna le 24 mai 1749, et son maître en doctrine juive, Menahem Mann, est torturé et exécuté quelques mois plus tard, à l'âge de soixante-dix ans. Mais ces mesures eurent peu d'effets. Selon l'historien renommé Martin Bielski, les Juifs réussirent dans la plupart des cas à sauver leurs prosélytes des menaces imminentes en les faisant passer en Turquie. De nombreux autres trouvèrent refuge à Amsterdam. D'autres encore trouvèrent refuge en Russie ou en Allemagne. »
En outre, plusieurs rabbins possèderaient des témoignages directs de la véracité de ces traditions, bien que tous ne concordent pas sur le fait de savoir si le Gaon de Vilna a visité lui-même le guer tzedek en prison et quelles étaient les relations exactes entre le gaon et le guer tzedek:
« Dans le livre, Ruach Eliyohu, le rabbin Eliyohu Moshe Bloch raconte qu'il a entendu du Rav Aharon Kotler que le Rav Israël Meir Kagan, connu sous le nom de Hafetz Haïm  (Désir de vie), lui a dit que le Gra (Gaon de Vilna) a envoyé un message au guer tzedek lui disant qu'il est prêt à le sauver par le moyen d'un mofes ("miracle"), et que celui-ci lui a répondu qu'il ne voulait pas de cela. Dans le livre La Vie et les Actes du Chofetz Chaim, l'auteur rapporte cette même histoire entendue du Rav Tzvi Hirsch Levinson, le beau-fils du Chofetz Chaim, selon lequel le Gaon de Vilna a envoyé un message, ce qui semble prouver qu'il ne lui a pas rendu visite personnellement. On retrouve la même histoire dans le Shimusha shel Torah. Le Rabbin Chaikel Lunski est le seul qui écrit que le Gaon de Vilna a bien rencontré le guer tzedek en prison, mais il est prudent dans son récit et a préfacé l'incident avec "L'histoire dit que..". Il semble donc qu'il n'y ait pas de source fiable sur ce détail. 

Le fait que le Gra ait été enterré dans le même ohel (la même tombe) que le guer tzedek peut prouver qu'il y ait eu de forts liens entre eux. À notre connaissance actuelle, il n'y a aucune mention de l'histoire du guer tzedek dans les seforim ("livres") des disciples du Gra. On ne peut trouver qu'une allusion dans le Toldos Odom, qui indique que le rabbin Zalman a mentionné les mots de la Guemara Brochos : Quand ils prirent Rabbi Akiva pour le tuer, c'était le temps du krias Shema. Ils ont gratté sa peau avec des peignes métalliques, et malgré toutes ses souffrances, il a accepté le chemin du Paradis, avec amour et bonheur. Et il conclut ainsi : "Malgré son golus (exil), Israël ne manque pas de chachomim ("hommes sages") qui ont subi des tortures pire que la mort, avec bonheur et joie comme celui qui est sorti avec une flûte pour célébrer un jour de fête." Le guer tzedek, Abraham ben Abraham a été brûlé al kiddoush Hashem (en sanctifiant le nom de Dieu) le second jour de Chavouot 5509 (1749). Jusqu'à la Shoah, toutes les batei knesses (Beth-Knesset) de Vilnius ont commémoré son yahrtzeit… En 5712 (1952), le gouvernement russe a détruit l'ancien cimetière de Vilna. Seuls sept tombes furent déplacées vers le nouveau cimetière, dont celle du Gra et du guer tzedek. Un monument a été élevé à l'emplacement de l'ancien cimetière, indiquant en yiddish : « Ici étaient enterrés dans la poussière / Gedolei Yisroel / contenant: / Le Gaon de Vilna -- / Eliyohu bar Shlomo Kramer / Le guer tzedek -- / Comte Valentin Potocki ». Le rabbin Chaikel Lunski Hy racontait que celui qui souffrait ou avait de la peine venait pour déverser son cœur au kever (la tombe), pour lui demander d'être un meilitz yosher (vertueux intercesseur) pour la nation pour la foi de laquelle il a perdu la vie. »
Des preuves ont été trouvées de ce culte qui s'était développé sur la tombe supposée de Potocki à Vilnius, jusqu'à la destruction du cimetière juif de Pióromont (aussi connu sous le nom de quartier Snipiszki), par les nazis durant la Seconde Guerre mondiale, puis par les Soviétiques. Il n'existe cependant, malgré les sources affirmant que ses restes ont été préservés et qu'il est enterrée aux côtés du Gaon de Vilna, aucun monument ou tombe identifiée clairement comme celle de Potocki à Vilnius.
Cette absence de preuves et sources primaires conduit les historiens polonais et lituaniens qui ont étudié l'histoire de Potocki à conclure à une simple légende, bien que l'on en ignore la date et l'auteur. Certains suggèrent qu'il s'agirait de Józef Ignacy Kraszewski lui-même, la propension de celui-ci à faire passer pour véridiques des contes de son intention étant notoire.

### Contradictions
Les historiens affirment :
- que la tragique destinée de Potocki provient de la tradition orale juive, et n'a pas pu être confirmée par des sources primaires juives ou polonaises du XVIIIe siècle
- que la citation dans Ammude bet Yehudah, le livre mentionné comme source par Józef Ignacy Kraszewski, n'existerait dans aucune bibliothèque connue. Cependant, des exemplaires en sont conservés à la Bibliothèque de l’Alliance universelle (sous la cote H4501D) et à la Bibliothèque nationale d'Israël[7].
- qu'aucune archive ou arbre généalogique ne mentionne l'existence de ce Potocki.

Ils notent aussi que la szlachta (noblesse polonaise) avait obtenu la garantie de liberté de culte par le décret de Neminem captivabimus ainsi que par la confédération de Varsovie de 1573, et que la peine capitale était extrêmement rare. 

Ils soutiennent que le sort décrit aurait causé un énorme scandale parmi la szlachta (comme ce fut le cas lors de la rébellion de Samuel Zborowski), et que cela aurait été le seul exemple historique d'exécution par le feu d'un noble polonais, bien que des sources anciennes de la république des Deux Nations mentionnent ce type d'évènement. 

Il leur semble de plus difficile de croire que la mort au bûcher d'un aristocrate polonais, membre d'une des plus puissantes familles de l'aristocratie, accusé d'un crime religieux, n'ait pas été mentionnée dans les journaux, et qu'aucun écrit polémique sur la religion et son intolérance, n'ait rapporté le fait, alors que la szlachta et l'Europe entière étaient particulièrement concernées par les Lumières.
L'historien polonais Janusz Tazbir (2003) en conclut que « le jugement de la cour, et la mort de Walentyn Potocki doivent être reconnus comme une légende historique dépourvue de toute source et fondement matériels ».

### Objections
Les milieux juifs ont cependant répondu à ces objections :
- le Dr Sidney Leiman, professeur au Brooklyn College, a révélé récemment qu'il serait en possession du Ammude bet Yehudah, une copie de ce livre qui mentionne entre autres qu'après l'exécution de Potocki, une autre exécution décidée par l'Église, aurait eu lieu quelques mois plus tard, celle d'un vieux rabbin nommé Menachem Mann (que la tradition considère comme son maître).
- selon le site anglo-américain juif  Shema Yisrael Torah Network,

« Il y a plusieurs raisons expliquant pourquoi il existe si peu de sources contemporaines concernant l'histoire du guer tzedek. Il est certain que la famille Potocki, qui était une famille aristocratique catholique polonaise religieuse, n'était pas du tout contente que l'un de ses fils se convertisse au judaïsme. La famille Potocki était connue pour traiter généralement  correctement les Juifs vivant sur ses terres. Mentionner la conversion aurait été interprété comme une provocation publique contre leur seigneur, qui n'aurait résulté en rien de bon pour ses sujets juifs. En plus, indubitablement la conversion d'un des Gentils de la classe supérieure aurait soulevé un grand intérêt dans la population, et son refus de revenir à leur foi leur aurait causé une très grande contrariété… Néanmoins, nous croyons les mots de nos rabbins, qui indiquent clairement que le Gra (le Gaon de Vilna) était en relation avec le guer tzedek. »

### Sources juives
- (en):  Potocki (Pototzki), Comte Valentine, (Abraham B. Abraham); article rédigé par Herman Rosenthal et Peter Wiernik de la Jewish Encyclopedia ;
- (en):  Al Kiddush Hashem: R' Avrohom Ben Avrohom; article du rabbin Dov Eliach ;
- (en):  Qui est enterré dans la tombe du Gaon de Vilna?; par le professeur S.Z. Leiman ;
- (en):  Le mouvement de la Haskala en Russie, par Jacob S. Raisin, 1913 (Projet eBook de Gutenberg - 2005).

### Sources modernes
- (en):  The Mystery of Walentyn Potocki; Janusz Tazbir;  Kwartalnik Historyczny; 3/2003, extrait en ligne de cette publication
- (pl):  Legenda Sprawiedliwie Nawróconego: Historia zatajona czy zmyslona?;  Jacek Moskal; Zwoje;  31-3-2002; Texte original polonais en ligne

### Sources historiques
- (en):  Fuenn, Kiryah Ne'emanah; p. 120; Wilna; 1860
- (en):  Gersoni, The Converted Nobleman, in Sketches of Jewish, Life and History, pp. 187-224, New York, 1873
- (he):  Judah ben Mordecai Ha-Levi Hurwitz, 'Ammude bet Yehudah, p. 46a, Amsterdam, 1766 (1765 selon la Jewish encyclopedia)
- (pl):  Kraszewski, Józef Ignacy; 'Wilno od poczatkow jego do roku 1750'; 1841 (Traduction en russe : Yevreyskaya Biblioteka; iii.; pages 228-236)
- (he):  B. Mandelstamm; Chazon la-Mo'ed; p. 15; Vienne; 1877